# فرودگاه بین‌المللی پریشتینا
 فرودگاه بین‌المللی آدم یشاری پریشتینا (به آلبانیایی: Aeroporti Ndërkombëtar i Prishtinës "Adem Jashari) یک فرودگاه همگانی و نظامی مسافربری با کد یاتا PRN است که یک باند فرود آسفالت دارد و طول باند آن ۲۵۰۱ متر است. این فرودگاه در شهر پریشتینا کشور کوزوو قرار دارد و در ارتفاع ۵۴۵ متری از سطح دریا واقع شده است.

## شرکت‌های هواپیمایی و مقصدهای پروازی
The following airlines operate regular scheduled and charter flights to and from Pristina:
| شرکت‌های هواپیمایی               | مقصدهای پروازی                                                           |
| ------------------------------- | ------------------------------------------------------------------------ |
| آدریا ایرویز                    | فرانکفورت، لیوبلیانا، مونیخ فصلی: مالمو، اشتوتگارت                       |
| ایر بخارست                      | فصلی: فریدریش هافن                                                       |
| آسترین ایرلاینز                 | وین                                                                      |
| هواپیمایی کرواسی                | فصلی: زاگرب                                                              |
| ایزی‌جت                          | برلین شونفلد، شارل دوگل پاریس (پایان در ۲۸ اکتبر ۲۰۱۷)                   |
| easyJet Switzerland             | بازل-مولوز-فرایبورگ اروپا، ژنو                                           |
| ادلوایس ایر                     | زوریخ                                                                    |
| یورو وینگز اجرا توسط جرمن‌وینگز  | کلن بن، دوسلدورف، هامبورگ، هانوفر، اشتوتگارت                             |
| جرمنیا                          | بازل-مولوز-فرایبورگ اروپا، اوریو آل سریو، دوسلدورف، گاتویک، مونیخ، ورونا |
| جرمنیا فلوگ                     | ژنو، زوریخ                                                               |
| نروجین ایر شاتل                 | گاردرموئن اسلو فصلی: گوتنبرگ-لاندوتر، هلسینکی                            |
| پگاسوس ایرلاینز                 | صبیحه گوکچن                                                              |
| هواپیمایی اسکاندیناوی           | فصلی: کپنهاگ، گوتنبرگ-لاندوتر، گاردرموئن اسلو، استکهلم-آرلاندا           |
| Small Planet Airlines (Germany) | چارتر فصلی: پادربورن لیپشتات                                             |
| سوئیس اینترنشنال ایرلاینز       | ژنو                                                                      |
| TUI fly Belgium                 | بروکسل                                                                   |
| ترکیش ایرلاینز                  | آتاترک                                                                   |
| ویز ایر                         | بوداپست فرنک لیست، لوتن لندن                                             |